# طوابع الجزائر 1962
هذا المقال يسرد الطوابع البريدية للجزائر الصادرة في عام 1962 من قبل إدارة البريد، بعد استقلال البلاد من الاستعمار الفرنسي الذي استمر من 1830 إلى 1962.

## العموميات
تحمل الإصدارات عبارة «الجمهورية الجزائرية» باللغة العربية، وأحياناً «République algérienne» باللغة الفرنسية، مع قيمة اسمية موضحة بـالفرنك الجزائري.

## الطباعة الإضافية
| ثلاثة طوابع ضرائب بطباعة إضافية "EA" مختلفة. |  | ثلاثة طوابع ضرائب بطباعة إضافية "EA" مختلفة. |  | ثلاثة طوابع ضرائب بطباعة إضافية "EA" مختلفة. |
| ثلاثة طوابع ضرائب بطباعة إضافية "EA" مختلفة. |  |                                              |  |                                              |

| 0٫10 الحاصدة، 0٫25 الجمهورية، و1٫00 باب لودي، مدينة المدية |  | 0٫10 الحاصدة، 0٫25 الجمهورية، و1٫00 باب لودي، مدينة المدية |  | 0٫10 الحاصدة، 0٫25 الجمهورية، و1٫00 باب لودي، مدينة المدية |
| 0٫10 الحاصدة، 0٫25 الجمهورية، و1٫00 باب لودي، مدينة المدية |  |                                                            |  |                                                            |

|                                          |  |  |
| طابع 0٫45 وادي الخرّاطة و0٫50 مسجد تلمسان |  |  |

اتفاقيات إيفيان التي تم توقيعها في 18 مارس 1962 بين فرنسا والحكومة الجزائرية المؤقتة، نصت على استقلال الجزائر بعد إقرارها في فرنسا عبر استفتاء اتفاقيات إيفيان، تبعه استفتاء تقرير مصير الجزائر. من أجل التكيف مع هذه التغييرات، واستثناء استخدام طوابع البريد الفرنسية في الدولة الجديدة، أُرسلت برقية رقم 509-AG.C إلى جميع مديري المقاطعات في 27 يونيو 1962 ·  مكملة بالبرقيات رقم 515-AG.C في 30 يونيو و518-AG.C في 2 يوليو 1962، تضمنت تعليمات للطباعة الإضافية على الطوابع الفرنسية بالحروف "EA" لتشير إلى الدولة الجزائرية.
بعد الاستقلال في 5 يوليو 1962، استخدمت الجزائر مؤقتًا خمسة طوابع بريدية وخمسة طوابع ضرائب فرنسية كانت متداولة سابقًا في الجزائر · . تم تعديل هذه الطوابع بإزالة عبارة "الجمهورية الفرنسية" ووضع الطباعة الإضافية "EA".
خمسة طوابع الضرائب المعروفة باسم أحزمة القمح التي أُصدرت عام 1960 مع قيم اسمية مختلفة، تم تعديلها بإضافة الطباعة الإضافية "EA" يدويًا أو بطريقة طباعة خطية · . ومع ذلك، تم سحب هذه الطوابع الضريبية من التداول في 1 يونيو 1963 ·  · .
في 3 يوليو، أعلن رئيس الجمهورية الفرنسية شارل ديغول عن خطاب الاعتراف باستقلال الجزائر، وفي اليوم التالي، 4 يوليو 1962، تم إدخال الطباعة الإضافية "EA" رسميًا على الطوابع الفرنسية الموجودة باستخدام طريقة طباعة خطية · . وأصبحت هذه الطوابع إلزامية، وقيمتها محصورة في 0٫10 الحاصدة، 0٫25 الجمهورية و1٫00 باب لودي مدينة المدية.
كانت المكاتب البريدية مسؤولة عن وضع الطباعة الإضافية "EA" على الطوابع المعروضة للبيع، بما يتماشى مع التعميم الساري · . تعلن هذه التوجيهات أيضًا عن التزويد المستقبلي لقيم مثل 0٫30 حاسي مسعود، 0٫45 وادي خراطة و0٫50 المسجد الكبير بتلمسان. ومع ذلك، تجدر الإشارة إلى أن الطابع بقيمة 0٫30 حاسي مسعود لم يُطرح أبدًا بالطباعة الإضافية "EA".
بعد الاستقلال، أنهت الجزائر تداول هذه الطوابع ذات الطباعة الإضافية في 31 أكتوبر نفس السنة. وبقي الفرنك العملة المرجعية، وظلت أسعار البريد دون تغيير مقارنة بفرنسا القارية.
توقعت إدارة البريد استخدام مشابك مطاطية لوضع الطباعة الإضافية اللازمة، خاصة إلغاء عبارة "الجمهورية الفرنسية" بالحروف "EA". وضعت المكاتب الإقليمية وبعض المكاتب الرئيسية الطباعة الإضافية بشكل خطي على صفائح الطوابع قبل توزيعها. ورغم وجود اختلافات بين المناطق، كانت هذه الطباعة عمومًا متسقة مع التوجيهات الإدارية، مما يوفر مستوى عاليًا من التوحيد. ومع ذلك، لم تكن جميع المكاتب مزودة بالمشابك. في هذه الحالات، اقترحت الإدارة شطب عبارة "الجمهورية الفرنسية" يدويًا بالقلم الحبر الأسود، ووضع الطباعة الإضافية بالختم يدويًا. أدى هذا إلى مجموعة كبيرة من أنماط الطباعة الإضافية، مع وجود أخطاء متكررة مثل حذف إلغاء عبارة "الجمهورية الفرنسية". وعلى الرغم من أن الإدارة أوصت باستخدام الحبر الأسود، فقد تم استخدام ألوان متنوعة، بما في ذلك الأسود والأزرق والأحمر والبنفسجي والرمادي. وتنوعت الأختام أيضًا، حيث تم نحتها من مواد مثل المطاط، الخشب والفلين، وأحيانًا كانت تستبدل بشكل مؤقت بالطباعة الإضافية المكتوبة يدويًا بالقلم أو باستخدام الخطاط أو حتى باستخدام آلة كاتبة.
يمكن أيضًا العثور على طباعة إضافية بواسطة ختم خطي باللغة الفرنسية "ETAT ALGERIEN"، الذي تم إجراؤه باستخدام ختم معدني، وعادة ما يُستخدم على المستندات الإدارية. ومع ذلك، فإن هذه الطباعة لا تتفق بأي حال مع توجيهات البريد.

## قائمة الطوابع الصادرة
في عام 1962، تم تأريخ جميع الطوابع الصادرة في الجزائر بتاريخ الأول من نوفمبر، وهو ما يمكن أن يُعزى إلى استقلال الجزائر في 5 يوليو 1962. تأخرت إصدار الطوابع بسبب الاضطرابات السياسية والاجتماعية المرتبطة بفترة الانتقال هذه. يرمز تاريخ الأول من نوفمبر إلى بداية الثورة الجزائرية وذكراها الثامنة، مما يجعله تاريخًا ذا أهمية تاريخية للبلاد · . تم إصدار أول طابع "1+9" في الجزائر، تلاه طوابع أخرى صدرت في نفس التاريخ، ولكن مع استخدام تصاميم طوابع سياحية من فرنسا تصور أماكن في الجزائر.
| 001 |  | الذكرى الثامنة للثورة الجزائرية · . القيمة الاسمية : 1,00 + 9,00 ف.ج. · الطبعة : 12 825 · تاريخ الإصدار : 1 نوفمبر 1962 تواريخ السحب : 20 ديسمبر 1962 الأبعاد : 37x50 · الحواف : 11½ الرسام : جيلبرت أ. فالي · الطابع : مطبعة الفنون حسين دي |  | الوصف أول طابع بريدي جزائري بعنوان "الذكرى الثامنة للثورة الجزائرية"، صدر للاحتفال بالذكرى السنوية لانطلاق الثورة الجزائرية عام 1954 واستقلال الجزائر · . يُعرف باسم "1+9" بسبب قيمته الاسمية 1 فرنك الجزائري و9 فرنك الجزائري إضافية لصالح عائلات الشهداء، وتم إنتاج هذا الطابع بوسائل جزائرية بحتة وكان محدودًا بـ 12,825 نسخة · . يرمز إلى انتماء الجزائر إلى الحضارة الأفرو-إسلامية ويمثل علامة بارزة في تاريخ البريد الجزائري لأنه أول طابع صدر عن الجزائر · . |

| 002 |  | وادي الخرّاطة القيمة الاسمية : 0,05 ف.ج. الطبعة : 3 500 000 تاريخ الإصدار : 1 نوفمبر 1962 تواريخ السحب : 8 نوفمبر 1966 الأبعاد : 22x36 الحواف : 13 الرسام : أندريه سبايتز وروبير كامي · الطابع : مطبعة البريد والبرق والهاتف باريس |  | الوصف يعيد الطابع إصدار آخر صدر في 18 يناير 1960، بقيمة 0,45 فرنك فرنسي، ويصوّر المنظر الطبيعي لوادي خراطة. تم الحفاظ على كتابة الاسم دون "h" كما في النسخة الفرنسية. التعديلات الوحيدة تضمنت تغيير اسم البلد من "الجمهورية الفرنسية" إلى "الجمهورية الجزائرية" باللغتين العربية والفرنسية، وتغيير ألوان الطابع. |

| 003 |  | سد فم الغرزة القيمة الاسمية : 0,1 ف.ج. الطبعة : 3 100 000 تاريخ الإصدار : 1 نوفمبر 1962 تواريخ السحب : 8 نوفمبر 1966 الأبعاد : 36x22 · الحواف : 13 الرسام : جاك كومبيه وبيير مونير · الطابع : مطبعة البريد والبرق والهاتف باريس |  | الوصف الطابع يعيد إصدار آخر صدر في 7 نوفمبر 1959، بقيمة 15 فرنك فرنسي، ويصوّر سد فم الغرزة في منطقة بسكرة. تم الحفاظ على كتابة الاسم كما في النسخة الفرنسية. التعديلات الوحيدة تضمنت تغيير اسم البلد من "الجمهورية الفرنسية" إلى "الجمهورية الجزائرية" باللغتين العربية والفرنسية، وتغيير ألوان الطابع. |

| 004 |  | الجامع الكبير بتلمسان القيمة الاسمية : 0,25 ف.ج. الطبعة : 30 400 000 تاريخ الإصدار : 1 نوفمبر 1962 تواريخ السحب : 8 نوفمبر 1966 الأبعاد : 22x36 · الحواف : 13 الرسام : جان فيولبان · الطابع : مطبعة البريد والبرق والهاتف باريس |  | الوصف الطابع يعيد إصدار آخر صدر في 18 يناير 1960، بقيمة 0,50 فرنك فرنسي، ويصور منظر المسجد الكبير بتلمسان. تم الحفاظ على كتابة الاسم دون "h" كما في النسخة الفرنسية. التعديلات الوحيدة تضمنت تغيير اسم البلد من "الجمهورية الفرنسية" إلى "الجمهورية الجزائرية" باللغتين العربية والفرنسية، وتغيير ألوان الطابع. |

| 005 |  | حاسي مسعود القيمة الاسمية : 0,95 ف.ج. الطبعة : 1 000 تاريخ الإصدار : 1 نوفمبر 1962 تواريخ السحب : 8 نوفمبر 1966 الأبعاد : 22x36 · الحواف : 13 الرسام : جاك كومبيه · الطابع : مطبعة البريد والبرق والهاتف باريس |  | الوصف الطابع يعيد إصدار آخر صدر في 23 مايو 1959، صممه جاك كومبيه ونقشه كلود دورينس، بقيمة 30 فرنك فرنسي، ويصور منصة نفط وأنبوب نفط في حاسي مسعود الذي يعبر الصحراء الجزائرية. تم الحفاظ على كتابة الاسم كما في النسخة الفرنسية. التعديلات الوحيدة تضمنت تغيير اسم البلد من "الجمهورية الفرنسية" إلى "الجمهورية الجزائرية" باللغتين العربية والفرنسية، وتغيير ألوان الطابع. |

| 006 |  | البوابات القديمة بمدينة المدية القيمة الاسمية : 1,00 ف.ج. الطبعة : 3 100 000 تاريخ الإصدار : 1 نوفمبر 1962 تواريخ السحب : 8 نوفمبر 1966 الأبعاد : 36x22 · الحواف : 13 الرسام : جاك كومبيه وبيير مونير · الطابع : مطبعة البريد والبرق والهاتف باريس |  | الوصف الطابع يعيد إصدار آخر صدر في 7 أكتوبر 1961، بقيمة 1 فرنك فرنسي، ويصور البوابات القديمة في منطقة المدية. تم الحفاظ على كتابة الاسم كما في النسخة الفرنسية. التعديلات الوحيدة تضمنت تغيير اسم البلد من "الجمهورية الفرنسية" إلى "الجمهورية الجزائرية" باللغتين العربية والفرنسية، وتغيير ألوان الطابع. |